# 이집트 농구 국가대표팀
이집트 농구 국가대표팀은 이집트의 농구 대표팀이다.

## 주요 선수
아셈 마레이